# Redmond Morris
Pour les articles homonymes, voir Morris.
George Redmond Fitzpatrick Morris, 4e Baron Killanin (né le 26 janvier 1947) est un producteur de films irlandais.

## Biographie

### Famille
Né à Dublin, en Irlande, il est le descendant de Michael Morris (1er baron Killanin), le fils ainé de Michael Morris (3e baron Killanin), President du Comité international olympique, et de (Mary) Sheila Cathcart Dunlop. Sa mère était la fille de Canon Douglas Dunlop, recteur de Oughterard, et la petite-fille d'Henry Dunlop, impliqué dans la construction de Lansdowne Road en 1872.

### Formation
Il étudie au Gonzaga College à Ranelagh, Dublin, puis à Ampleforth College et à l'Université de Dublin. Il est le frère du jockey Mouse, John et Deborah.

## Filmographie
- L'Étrangère (1991)
- Splitting Heirs (1993)
- Interview with the Vampire: The Vampire Chronicles (1994)
- Michael Collins (1996)
- The Butcher Boy (1997)
- The Affair of the Necklace (2001)
- The Actors (2003)
- Le vent se lève (2006)
- Notes on a Scandal (2006)
- The Reader (2008)
- Neverland (2011)
- Byzantium (2012)
- Le Rythme de la vengeance (2020)
- The Dig (2021)
- Marlowe (TBA)